# Marie-Jo Thiel
Pour les articles homonymes, voir Thiel.
 (octobre 2023).
Marie-Jo Thiel, née le 7 mai 1957 à Sarralbe (Moselle), est une médecin, théologienne et philosophe française.
Elle est titulaire d'un doctorat en médecineet d'un doctorat en théologie catholique. Elle est la directrice du Centre européen d'enseignement et de recherche en éthique (CEERE) à Strasbourg, depuis sa création en septembre 2005 et jusqu'à son éméritat le 1er septembre 2022. Elle a reçu en 2008, le premier prix de l'enseignement et de la recherche en éthique. De janvier 2011 à janvier 2016, elle a été membre du Groupe européen d'éthique des sciences et des nouvelles technologies (GEE). Le 15 novembre 2022, l'Université de Fribourg (Suisse) lui a décerné un doctorat honoris causa pour l'ensemble de ses travaux et en particulier ceux concernant la lutte contre les abus sexuels dans l'Eglise catholique. A cette occasion elle a également reçu un livre d'hommage : Talitha Cooreman-Guittin et Frédéric Trautmann, S’aventurer en éthique. Hommage à Marie-Jo Thiel, Strasbourg, Presses universitaires de Strasbourg, coll. Chemins d’éthique, 2022, 300 pages.

## Biographie
Marie-Jo Thiel est née le 7 mai 1957, à Sarralbe en Moselle. Elle a étudié la médecine à l'université de Strasbourg, obtenu l'internat (région sanitaire de Nancy) et soutenu son doctorat en médecine en 1983. En même temps, elle a débuté des études de théologie catholique à la faculté de théologie catholique de Strasbourg et obtient en 1987 sa thèse avec un travail sur « le statut de l'embryon humain » avec les félicitations du jury et la mention « très honorable ». Elle poursuit sa recherche en éthique et bioéthique. Et, en 1993, obtient un diplôme de 3e cycle universitaire en politiques européennes de santé porté par les facultés de médecine et de droit à Nancy. Elle obtient ensuite son habilitation à diriger des recherches à l'université de Strasbourg en 1998, sur le thème : « Les atouts de l'éthique systémique ».

## Carrière universitaire
Après quelques années d'exercice de la médecine, elle embrasse d'autres fonctions, en particulier comme aumônier du lycée Poncelet à Saint-Avold. Elle donne également des cours en éthique et en bioéthique à l'université de Metz et au séminaire de Nancy. Elle reste engagée en médecine et contribue à la refondation du Comité d'éthique du CHU de Nancy avec Michel Pierson.
En 1996, elle est nommée maître de conférences à l'université de Metz où elle restera jusqu'en 1999, date à laquelle elle devient professeure d'université à la faculté de théologie catholique de Strasbourg. Elle crée d'emblée le groupe de recherche interdisciplinaire « Bioéthique et société » (EA 4377) qui sera le support-recherche pour la création du master en éthique en 2005 et le démarrage concomitant du Centre européen d'enseignement et de recherche en éthique (CEERE) qu'elle dirige donc depuis 2005.
En même temps que le CEERE, elle a initié un courrier mensuel gratuit, en vue de colliger l'actualité en éthique : le premier numéro de cette Lettre du CEERE date du 1er octobre 2007. Elle a créé les prix de la maîtrise et du Master en éthique récompensant chaque année les majors du master éthique et de la maîtrise. Elle a organisé les Journées internationales d'éthique et de nombreuses autres manifestations nationales et internationales impliquant une éthique conçue comme interdisciplinaire.
Marie-Jo Thiel enseigne et écrit sur l'éthique dans ses croisements avec la théologie, la médecine, l'éducation, le socio-politique, les droits de l'homme, l'écologie, etc.

## Prix et reconnaissance
Prix d'éthique médicale Maurice Rapin en 2003 pour son livre : Où va la médecine ? : sens des représentations et pratiques médicales, Presses universitaires de Strasbourg.
Premiers Trophées de l'enseignement et de la recherche en éthique, en 2008. Ce trophée a été remis par le professeur Didier Sicard, Président d'honneur du Comité consultatif national d'éthique.
- Chevalière de la Légion d'honneur (2013).

Le 29 juin 2013, Marie-Jo Thiel a été faite Chevalier de la Légion d'honneur, au Palais universitaire de Strasbourg, par Hubert Haenel, membre du Conseil constitutionnel.
15 novembre 2022, Marie-Jo Thiel reçoit un doctorat honoris causa de l'Université de Fribourg (Suisse)

## Engagements nationaux
Est ou a été:
- Membre du comité d'éthique de la Société française de chirurgie cardio-vasculaire et thoracique.
- Membre du Forum pour une Europe démocratique.
- Membre du groupe de recherche éthique du Groupe hospitalier Saint-Vincent.
- Membre du Comité d'éthique de la Faculté de médecine de Strasbourg.
- Membre de l'Institut du lien social.
- Membre de la Société des Amis de l'Académie de l'Université de Strasbourg.
- Membre du Groupe d'experts régional (Région Alsace / Drest).
- Membre du Conseil de surveillance de l'Agence régionale pour la santé.
- Membre de l'Académie catholique de France.
- Présidente de l’Association Herrade de Landsberg pour la réflexion éthique[7].
- Membre du Conseil d'orientation de l'Espace de réflexion éthique de la Région Alsace (ERERAL) et présidente de 2015 à 2018.

## Engagements internationaux
Elle est membre du Groupe européen d'éthique des sciences et des nouvelles technologies de la Commission européenne (GEE) de 2011 à 2016.
Elle a été présidente de l'Association européenne de théologie catholique (AETC) de 2017 à 2019 et fut vice-présidente de 2015 à 2017. Elle fut présidente, refondatrice de la section française AETC-France (2010-2015), vice-présidente AETC France depuis 2015.
Elle est nommée membre de l'Académie pontificale pour la vie en juin 2017 pour 5 ans, et a été reconduite en mai 2022 pour 5 nouvelles années.
Elle est membre de Societas Ethica, depuis août 2006.

## Quelques ouvrages et publications
- Marie-Jo Thiel, Avancer en vie : le troisième âge, Éditions Desclée de Brouwer, coll. « Petite encyclopédie du christianisme », 1993. Réédition avec nouvelle présentation en novembre 1998. Traduction en italien, San Paolo Edizioni, 1995.
- Marie-Jo Thiel et Xavier Thévenot, Pratiquer l'analyse éthique : étudier un cas, examiner un texte. Paris, Éditions du Cerf, 1999.
- Marie-Jo Thiel avec Guy Avanzini, Éduquer à la beauté : éduquer aux valeurs, Éd. don Bosco, 2000. Première partie « Éduquer à la beauté », p. 1-67.
- Marie-Jo Thiel (dir.), Où va la médecine ? : sens des représentations et pratiques médicales. Strasbourg, Presses universitaires de Strasbourg, 2003, 325 p.
- Marie-Jo Thiel (dir.), Entre malheur et espoir : annoncer le handicap, la maladie, la mort, Strasbourg, Presses universitaires de Strasbourg, 2006, 302 p.
- Marie-Jo Thiel (dir.), Les rites autour du mourir, Strasbourg, Presses universitaires de Strasbourg, 2008, 352 p.
- Marie-Jo Thiel (dir.), Donner, recevoir un organe : droit, dû, devoir, Strasbourg, Presses universitaires de Strasbourg, 2009, 384 p.
- Marie-Jo Thiel (dir.), Quand la vie naissante se termine, Strasbourg, Presses universitaires de Strasbourg, coll. « Chemins d'éthique », 2010, 480 p.
- André Clavert et Marie-Jo Thiel (dir.), Semences de vie : trente ans d’expérience en assistance médicale à la procréation, Strasbourg, Presses universitaires de Strasbourg, coll. « Chemins d’éthique », 2011, 192 p.
- Marie-Jo Thiel (dir.), L'automne de la vie : enjeux éthiques du vieillissement, Strasbourg, Presses universitaires de Strasbourg, coll. « Chemins d’éthique », 2012, 414 p.
- Marie-Jo Thiel, The Ethical Challenges of Ageing, London, Royal Society of Medicine Press, 2012, 378 p.
- Marie-Jo Thiel, Au nom de la dignité de l’être humain, Paris, Bayard, 2013.
- Marie-Jo Thiel, Faites que je meure vivant ! : vieillir, mourir, vivre, Paris, Bayard, 2013.
- Marie-Jo Thiel (dir.), Enjeux éthiques du handicap, Strasbourg, Presses universitaires de Strasbourg, coll. « Chemins d'éthique », 2014, 456 p.
- Marie-Jo Thiel (dir.), Ethische Fragen der « Behinderung », Ethical Challenges of disability, Lit Verlag, 2014, 216 p.
- Marie-Jo Thiel, La santé augmentée : réaliste ou totalitaire ?, Paris, Bayard Culture, 2014, 279 p.
- Marie-Jo Thiel (dir.), Souhaitable vulnérabilité ?, Strasbourg, Presses universitaires de Strasbourg, coll. « Chemins d'éthique », 2016
- Marie-Jo Thiel et Marc Feix (éd.), Le défi de la fraternité. The Challenge of fraternity. Die Herausforderung der Geschwisterlichkeit. Zürich-Münster, Lit Verlag, 2018, 632 p.
- Marie-Jo Thiel, L'Eglise catholique face aux abus sexuels sur mineurs, Montrouge, Bayard, 2019, 720 p.
- Marie-Jo Thiel, Marc Feix, Paul H. Dembinski, Peuple et populisme, identité et nation. Quelle contribution à la paix ? Quelles perspectives européennes ? Presses universitaires de Strasbourg - Collection - Chemins d'éthique, 2020, 321 pages
- Marie-Jo Thiel et Talitha Cooreman-Guittin (dir), La vulnérabilité au prisme du monde technologique. Enjeux éthiques, Strasbourg, Presses universitaires de Strasbourg - Collection Chemins d'éthique, 2020
- Marie-Jo Thiel, Anne Danion-Grilliat, Frédéric Trautmann (dir.), Abus sexuels : écouter, enquêter, prévenir, Strasbourg, Presses universitaires de Strasbourg, Coll. Chemins d’Éthique, 2022.
- Frédéric Rognon, avec Marc Feix, Marie-Jo Thiel (dir.), Droits de l’homme : quelle universalité ? Strasbourg, PUS, coll. Chemins d’éthique, 2022
- Talitha Cooreman-Guittin et Frédéric Trautmann, S’aventurer en éthique. Hommage à Marie-Jo Thiel, Strasbourg, Presses universitaires de Strasbourg, coll. Chemins d’éthique, 2022
- Marie-Jo Thiel, Plus forts, car vulnérables ! Quand la vulnérabilité interroge la crise des abus dans l’Église. Avec la contribution de Patrick Goujon. Paris, Salvator, 2023.
- Laure Blanchon, Isabelle de La Garanderie, Véronique Margron, Anne-Marie Pelletier, Lucetta Scaraffia, Anne Soupa et Marie-Jo Thiel. Se réformer ou mourir. Sept théologiennes prennent la parole sur l'avenir de l'Église. Paris, Salvator, 2023.